# Jujutsu Kaisen 0 (filme)
Jujutsu Kaisen 0 (劇場版 呪術廻戦 0, Gekijōban Jujutsu Kaisen Zero) é um filme de animação japonesa de 2021 produzido pelo estúdio MAPPA e dirigido por Sunghoo Park, baseado no mangá Jujutsu Kaisen 0 escrito e ilustrado por Gege Akutami. A canção de abertura é "Ichizu" da banda King Gnu e a de encerramento é "Sakayume". O elenco de dubladores é o mesmo da série de animação e o filme possui a duração de 105 minutos.
O filme, produzido pelo estúdio MAPPA e é distribuído pela Toho, sua estreia nos cinemas no Japão aconteceu em dezembro de 2021, nos Estados Unidos em março de 2022, e foi lançado em outras regiões ao longo de 2022. A estreia no Brasil aconteceu 28 de abril de 2022.

## Sinopse

### Enredo
Eu prometo. Quando formos grandes, nós vamos nos casar!"
Quando Yuta Okkotsu era pequeno, sua amiga Rika Orimoto morreu num acidente de trânsito, bem na sua frente. Ela se tornou uma aparição, assombrando o jovem e atormentando a sua vida, até o dia em que Satoru Gojo, um feiticeiro Jujutsu, o convida para se matricular no Colégio Jujutsu. Junto com seus novos colegas de sala - Maki Zen'in, Toge Inumaki e Panda - Yuta encontra a coragem para perseverar. Enquanto isso, Suguru Geto, um vil manipulador de maldições que foi expulso do colégio por massacrar inocentes, põe em prática seu plano: lançar mil maldições em Shinjuku e em Kyoto e exterminar todos os não-feiticeiros, criando um paraíso para feiticeiros Jujutsu. Será que Yuta será capaz de impedir Geto? E o que acontecerá quando ele se livrar da maldição da Rika?

## Elenco
| Personagem                                     | Japão[carece de fontes?] | Brasil            |
| ---------------------------------------------- | ------------------------ | ----------------- |
| Yuta Okkotsu (乙骨 憂太, Okkotsu Yūta)         | Megumi Ogata             | Pedro Alcântara   |
| Rika Orimoto (折本 里香, Orimoto Rika)         | Kana Hanazawa            | Carol Iecker      |
| Maki Zen'in (禪院 真希, Zen'in Maki)           | Mikako Komatsu           | Natali Pazete     |
| Toge Inumaki (狗巻 棘, Inumaki Toge)           | Kōki Uchiyama            | Erick Bougleux    |
| Panda (パンダ)                                 | Tomokazu Seki            | Eduardo Borgeth   |
| Satoru Gojo (五条 悟, Gojō Satoru)             | Yūichi Nakamura          | Léo Rabelo        |
| Suguru Geto (夏油 傑, Getō Suguru)             | Takahiro Sakurai         | Wesley Santana    |
| Miguel (ミゲル, Migeru)                        | Kōichi Yamadera          | Duda Ribeiro      |
| Nanako Hasaba (枷場 菜々子, Hasaba Nanako)     | Satsumi Matsuda          | Carol Albuquerque |
| Mimiko Hasaba (枷場 美々子, Hasaba Mimiko)     | Risae Matsuda            | Jeane Marie       |
| Larue (ラルゥ, Rarū)                           | Show Hayami              | Peterson Adriano  |
| Manami Suda (菅田 真奈美, Suda Manami)         | Shizuka Itō              | Aline Guioli      |
| Atsuya Kusakabe (日下部 篤也, Kusakabe Atsuya) | Shin-ichiro Miki         | Glauco Marques    |

## Produção
O filme foi anunciado após o final da primeira temporada da animação Jujutsu Kaisen em março de 2021. O filme é produzido pela MAPPA e dirigido por Sunghoo Park, com roteiros de Hiroshi Seko e desenhos de personagens de Tadashi Hiramatsu. Park comentou que o filme incluiria novos conteúdos não apresentados no mangá original Jujutsu Kaisen 0. O direitor queria fazer a expressão facial de cada personagem com cuidado para dar a eles uma aparência adequada ao lutar. Ele considera o novo protagonista, Yuta Okkotsu, como um adolescente simples a quem ele pretendia mostrar sua solidão causada por ser perseguido pela Maldição de Rika. Megumi Ogata surpreendeu Park na produção do filme por dar a Yuta uma caracterização sensível ao chorar.
Park originalmente queria cobrir a história de Yuta nos primeiros episódios do anime, mas decidiu começar o onde o mangá começa, com a introdução de Yuji ao mundo dos feiticeiros e maldições, Originalmente, no anime o diretor teve o pensamento de começar a primeira temporada com os três primeiros episódios desenvolvendo Yuji Itadori e depois introduzir Okkotsu, mas essa ideia foi descartada. Park mais tarde sentiu que contar a prequela de Jujutsu Kaisen caberia mais no formato de filme do que em uma série de televisão.
Hiroshi Seko, o roteirista, comentou que para o filme ter duas horas de duração, ele precisaria adicionar novos materiais, como o passado de Okkotsu e o relacionamento entre Gojo e Geto. Seko ainda disse que as cenas de ação do mangá de Akutami são a parte mais importante da série que ele queria focar no filme. Park também elogiou o roteiro de Seko para o filme, que visa mostrar a transformação de Okkotsu em um herói. A inclusão de Gojo foi tratada para ser tomada com naturalidade, principalmente para focar em sua relação com Geto, que também é explorada na animação de televisão. No entanto, Park afirmou que a equipe não queria dar muito tempo de tela a esses personagens devido à forma como a narrativa se concentra principalmente em Yuta e Rika. Outra adição ao filme não presente na obra original foram os quatro Black Flashes consecutivos que Nanami mencionou em uma entrevista na série de TV.
Enquanto a série de televisão era conhecida por ter cenas de luta empolgantes, a MAPPA visava o filme para torná-lo mais especial. Embora não muito diferente da série de televisão, Park pretendia fazer com que o filme tivesse um estilo próprio, como as cores de fundo como quando o céu é mostrado. Ele observou que havia vários desafios ao fazer o filme de animação quando comparado com sua experiência com live-actions devido à quantidade de animação necessária para fazer.
A banda King Gnu canta a música tema do filme Ichizu (一途), bem como a música de encerramento  é "Sakayume" (逆夢). A música "Ichizu" tem foco na relação entre Yuta e Rika. O vocalista e guitarrista Daiki Tsuneta que escreveu a música. Houve pressão para fazer a obra-prima ideal que o público estava esperando, mas Tsuneta acha que era uma música direta com um formigamento e um soco que é perfeito para a visão de mundo do Jujutsu Kaisen . "Sakayume" deveria ser gravado simultaneamente no CD single lançado em 29 de dezembro como uma música de acoplamento da música tema do filme "Ichizu", mas até que toda a imagem, incluindo letra e melodia, fosse envolta em um véu.